# تپه کلیساتپه‌سی
تپه کلیسا تپه سی مربوط به هزاره اول قبل از میلاد است و در شهرستان ماکو، بخش مرکزی، روستای قلعه جوق واقع شده و این اثر در تاریخ ۲۳ شهریور ۱۳۸۲ با شمارهٔ ثبت ۱۰۰۳۹ به‌عنوان یکی از آثار ملی ایران به ثبت رسیده است.